# Cestum veneris
De venusgordel (Cestum veneris) is een soort in de taxonomische indeling van de ribkwallen (Ctenophora). De kwal behoort tot het geslacht Cestum en behoort tot de familie Cestidae. De wetenschappelijke naam van de soort werd voor het eerst geldig gepubliceerd in 1813 door Lesueur. 

## Kenmerken
De venusgordel heeft een transparant lichaam in de vorm van een afgeplat lint. Cestum veneris wordt rond de 1 meter lang.
1. ↑  Marcon (1983). Encyclopedie Van Het Dierenrijk. Atrium. ISBN 90-6113-334-3.